# Fita quilomètrica

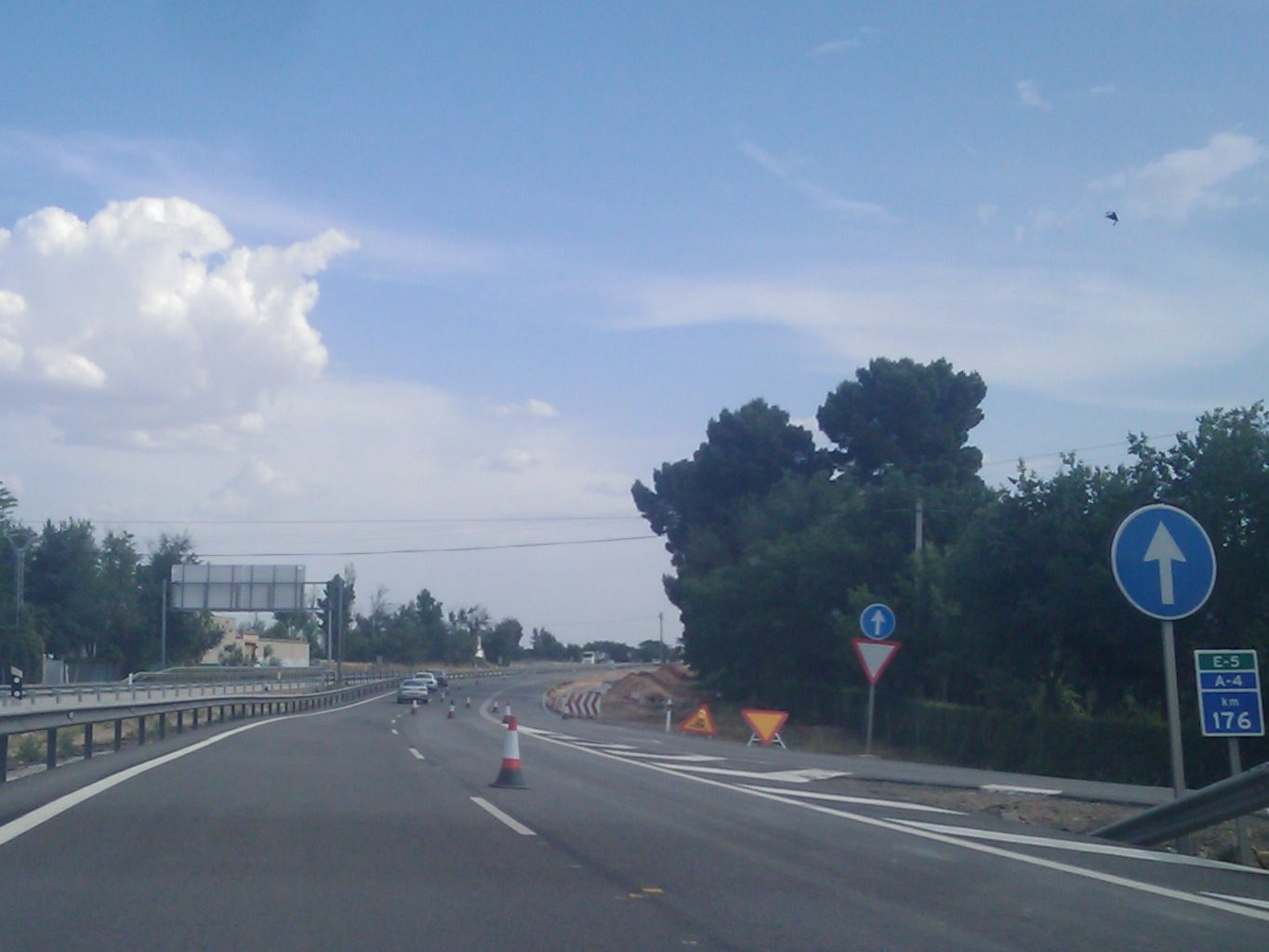
Fita de l'autovia A-4/ruta Europea E-5

Un  fita quilomètrica  és un senyal de trànsit que indica la distància des de l'inici de la carretera, camí o via fèrria per la qual se circula i el punt per qual se circula.
Normalment es classifiquen en dos tipus:
- Fita: és una pedra, normalment de granit, que indica la via per la qual se circula (camins), la distància al seu inici (vies fèrries) o ambdues coses (carreteres).
- Fita quilomètrica: és de metall, i sol incloure la via i la distància a l'inici, a les carreteres.

Quan la fita és especial per als múltiples de 10, es denomina fita miriamètrica. Quan es marca la distància a milles, s'anomena miliari.